# Notre-Dame-de-Courson
Notre-Dame-de-Courson település Franciaországban, Calvados megyében. Lakosainak száma 368 fő (2018. január 1.). Notre-Dame-de-Courson Bellou, Cernay, Cheffreville-Tonnencourt, La Croupte, Fervaques, Meulles, Les Moutiers-Hubert, Préaux-Saint-Sébastien és Sainte-Marguerite-des-Loges községekkel határos.

## Népesség
A település népességének változása:
| Lakosok száma | 529  | 506  | 386  | 416  | 357  | 403  | 430  | 433  | 372  | 368  |
|               | 1962 | 1968 | 1982 | 1990 | 1999 | 2008 | 2011 | 2013 | 2017 | 2018 |